# Ni prostora za starce
Ni prostora za starce (angleško No Country for Old Men) je ameriški neovestern-kriminalni triler iz leta 2007, ki sta ga režirala in zanj napisala scenarij Joel in Ethan Coen ter temelji na romanu Ni dežela za starce Cormaca McCarthyja iz leta 2005. V trilerski igri mačke z mišjo nastopajo v glavnih vlogah Tommy Lee Jones, Javier Bardem in Josh Brolin, zgodba sledi teksaškem varilcu in veteranu vietnamske vojne skozi puščavsko pokrajino zahodnega Teksasa leta 1980. Film se ukvarja s temami usode, zavesti in okoliščin, ki so prisotne že v filmih bratov Coen Krvavo preprosto (1984) in Fargo (1996).
Film je bil premierno prikazan 19. maja 2007 na Filmskem festivalu v Cannesu, v ameriških kinematografih pa 9. novembra istega leta. Naletel je na dobre ocene kritikov ter skupno osvojil kar 76 filmskih nagrad in 109 nominacij. Na 80. podelitvi je bil nominiram za oskarja v osmih kategorijah, osvojil pa nagrade za najboljši film, režijo, stranskega igralca (Bardem) in prirejeni scenarij. Osvojil je tudi tri nagrade BAFTA iz devetih nominacij in dva zlata globusa iz štirih nominacij. Ameriški filmski inštitut ga je izbral za film leta,, National Board of Review pa za enega najboljši filmov leta 2007. Največ kritikov ga je uvrstilo med najboljših deset filmov leta, mnogi so ga tudi označili za najboljši film bratov Coen. Večkrat je bil tudi uvrščen na sezname najboljših filmov desetletja. Leta 2016 ga je 177 svetovnih filmskih kritikov uvrstilo na deseto mesto najboljših filmov 21. stoletja.

## Vloge
- Tommy Lee Jones kot Ed Tom Bell
- Javier Bardem kot Anton Chigurh
- Josh Brolin kot Llewelyn Moss
- Woody Harrelson kot Carson Wells
- Kelly Macdonald kot Carla Jean Moss
- Garret Dillahunt kot Wendell
- Tess Harper kot Loretta Bell
- Barry Corbin kot Ellis
- Stephen Root kot moški, ki najame Wellsa
- Rodger Boyce kot šerif El Pasa
- Beth Grant kot mati Carle Jean
- Ana Reeder kot ženska ob bazenu